# Victoria and Albert Museum

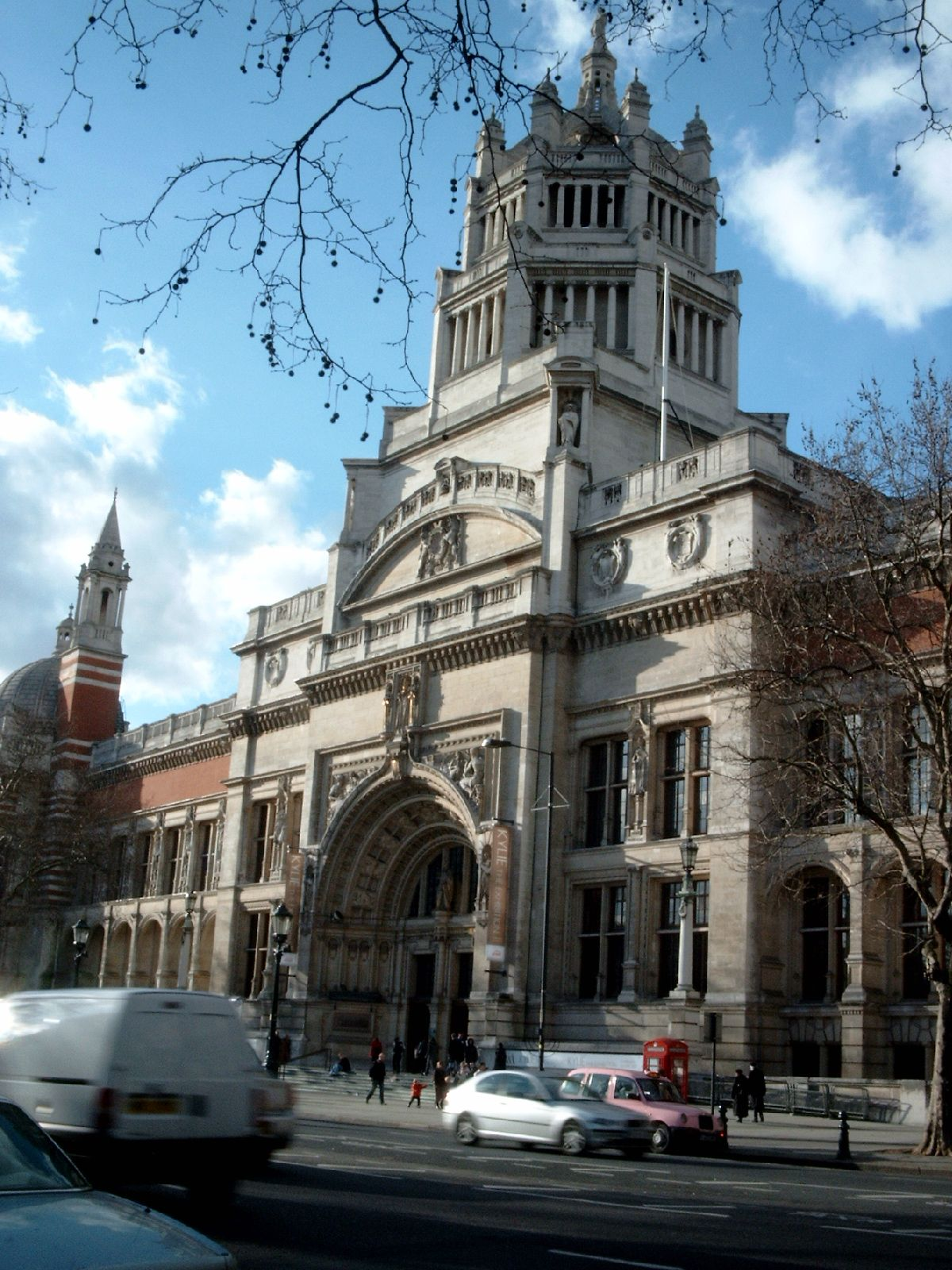
Hoofdingang V&A Museum, Londen

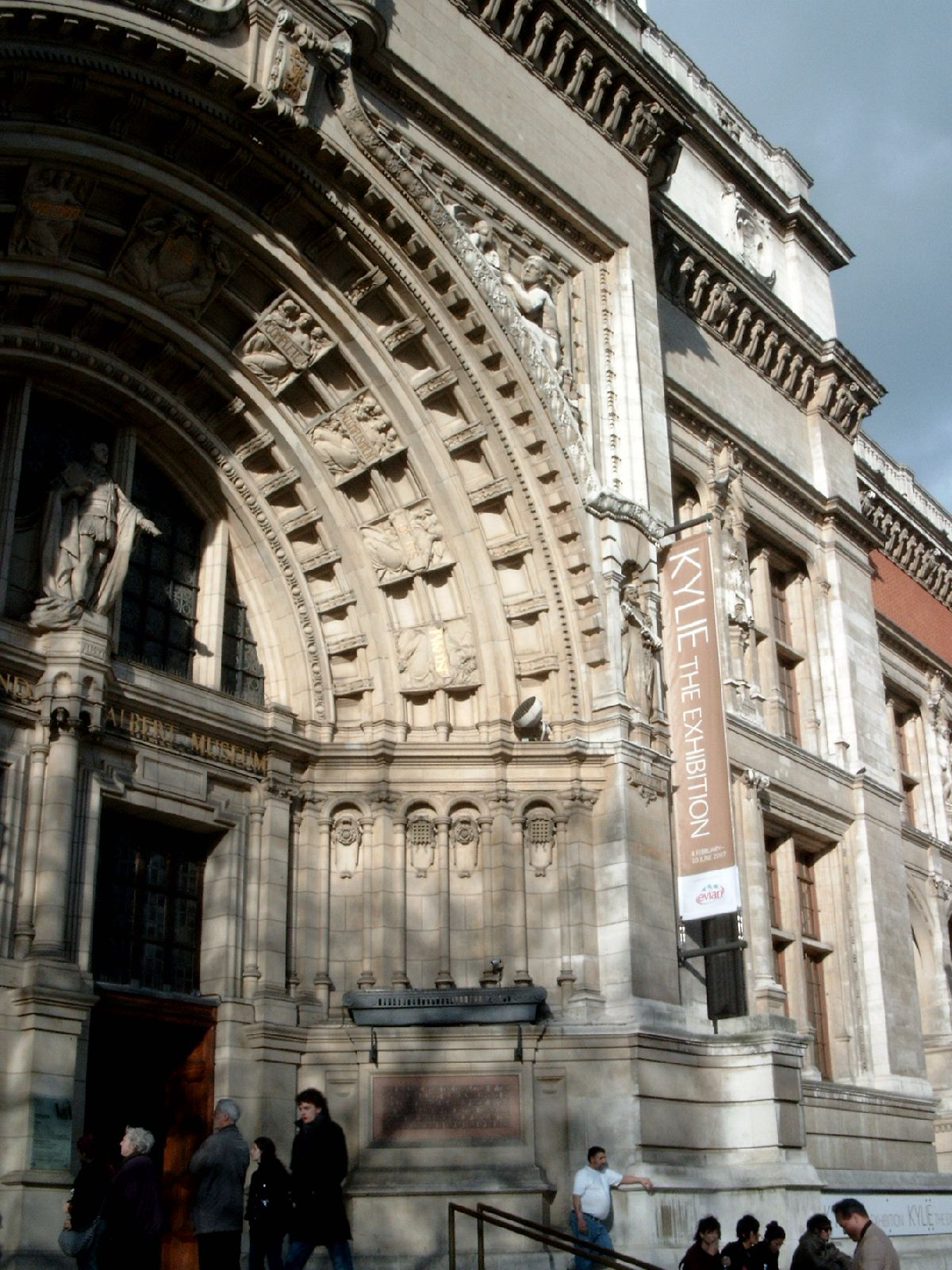
Detail hoofdingang V&A Museum, Londen

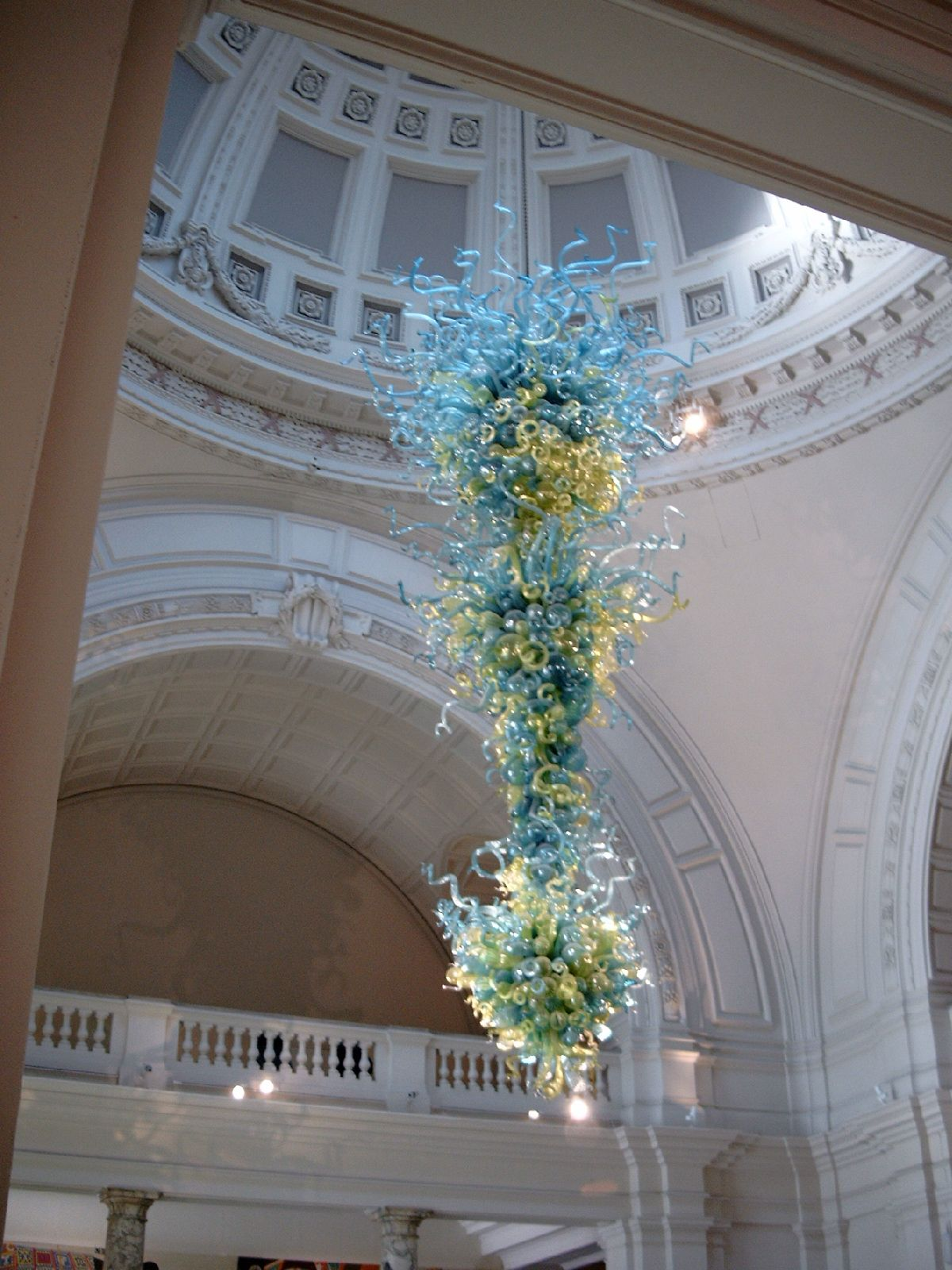
Glazen kunstwerk van Dale Chihuly in de centrale ontvangsthal, V&A Museum, Londen

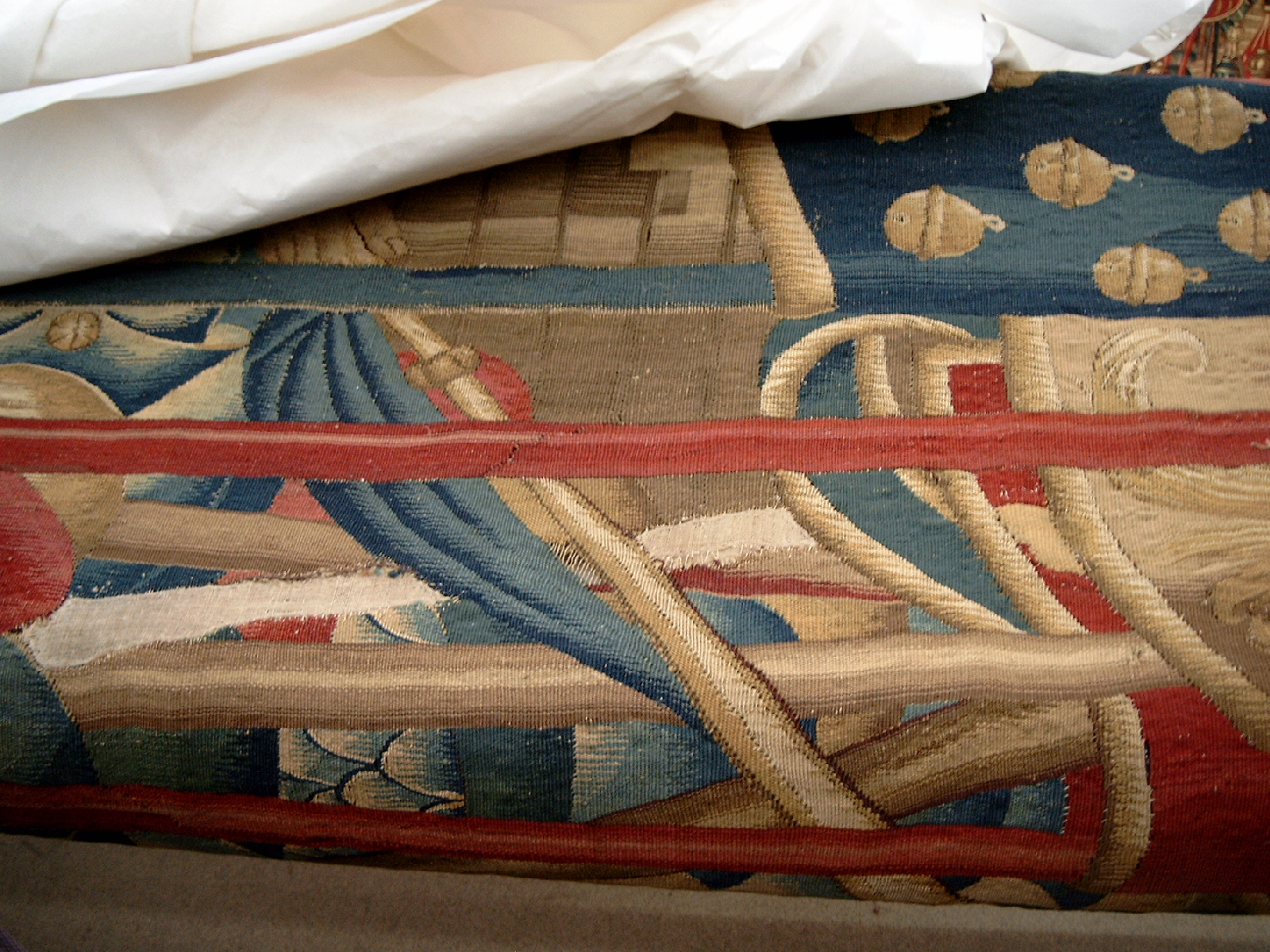
Interventieve conservatie van een wandtapijt (detail)

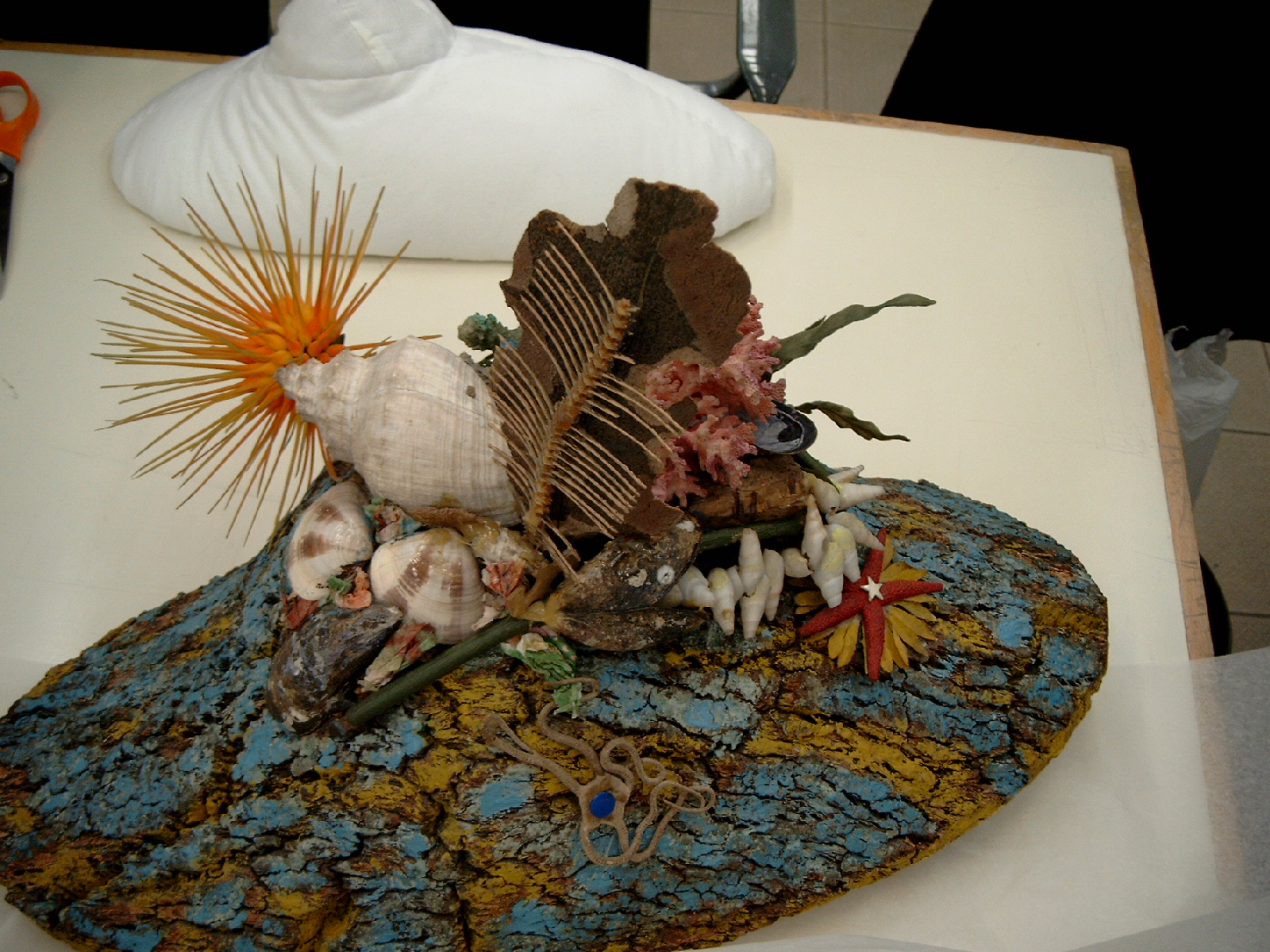
Interventieve conservatie van een hoed

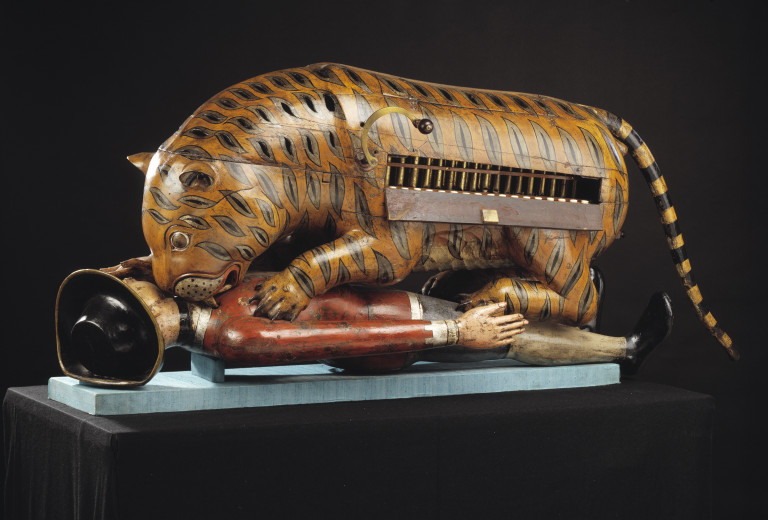
Tipu's Tijger

Het Victoria and Albert Museum (afgekort als V&A) is gelegen langs de Cromwell Gardens en de Exhibition Road in South Kensington, Londen.
Het museum beheert een zeer omvangrijke verzameling toegepaste kunst, zoals (al of niet antieke) gebruiksvoorwerpen en kleding, en industriële vormgeving.
Het museum beschikt over een uitgebreide staf die instaat voor het deskundig onderzoek en de zorgvuldige conservering van de collectie. Hieruit volgen ook belangwekkende publicaties. De medewerkers zijn actieve leden van professionele verenigingen als ICON. Er is een goed uitgebouwde educatieve dienst ten behoeve van bezoekers en schoolgroepen. Er zijn onderzoeksfaciliteiten voor studenten met toegang tot databanken en de collectie zelf.
Sinds 2001 is de toegang gratis. In 2015 bezochten 3.400.000 mensen het museum. Er is een directe ondergrondse verbinding tussen het museum en het metrostation South Kensington. V&A organiseert elke zondag een brunch met jazzmuziek van 11 uur tot 15 uur.
Hier wordt ook een pagina uit het Antifonarium van Beaupré bewaard, vervaardigd voor de abdij van Beaupré te Grimminge bij Geraardsbergen.

## Ontstaansgeschiedenis

### De stichting van het museum
Het huidige V&A werd opgericht in 1852 als het South Kensington Museum onder de vleugels van het Britse Ministerie van Wetenschappen en Kunst. Het museum was deels ook een bijproduct van het succes van de Great Exhibition van 1851 met Joseph Paxtons creatie van het Crystal Palace. De stichtende directeur en geboren organisator, Henry Cole, verwierf een aantal tentoongestelde producten die dan als basis dienden voor de aan te leggen collectie. Het tot nu toe nog altijd geldende didactisch museumconcept zelf, namelijk het aantonen van het verband tussen kunst (Art en Design) en kunstnijverheid (Craft en Technology) ter lering van het Britse volk, was een vinding van de prins-gemaal Albert.
Door de jaren heen breidde de collectie aanzienlijk uit met zowel kunst als gebruiksartikelen, mede dankzij schenkingen en legaten zoals de verzameling Sheepshanks met Britse schilderkunst, de verzameling Bandinel met porselein en keramiek, en de verzameling Gherardini met sculpturen.
Het museum kon als eerste uitpakken met een aantal innovaties, zoals een toegevoegd restaurant (1857) en de bezichtiging van de collectie bij avond met kunstlicht via gaslampen. In die jaren benadrukte men vooral de nuttige gebruikswaarde van het geheel in tegenstelling tot het vrije en "hogere" kunstbezit van de National Gallery en het British Museum.
In 1899 werd het South Kensington Museum hernoemd tot Victoria and Albert Museum, ter ere van Koningin Victoria en prins-gemaal Albert. De eerstesteenlegging van de uitbreiding aan de linkerzijde van het Aston Webb-gebouw in 1899 was het laatste publieke optreden van Koningin Victoria.

### De periode van 1900 tot 1950
De openingsceremonie van het Aston Webb-gebouw door koning Eduard VII en koningin Alexandra vond plaats op 26 juni 1909. De wetenschappelijke collectie van het museum verhuisde in 1913 naar het Science Museum en het V&A behield de uitgebreide collectie sierkunsten en toegepaste kunst. Tijdens de Tweede Wereldoorlog werd de collectie tijdelijk ondergebracht in het ongebruikte ondergronds Aldwych metrostation in het gezelschap van de Elgin Marbles uit het British Museum. Het gebouw benutte men dan als school voor geëvacueerde kinderen uit Gibraltar. Vanaf 1948, onder directeur Sir Leigh Ashton, werd de presentatie van de collectie grondig aangepast en gegroepeerd naar de aard van het materiaal.

### Periode na 1950
Om jonge mensen te winnen voor het museum vond in juli 1973 een concert plaats door de folk-rock band Gryphon. In 1980 hernoemde directeur Roy Strong het museum in "V&A Museum, the National Museum of Art and Design". Strongs opvolger Elizabeth Esteve-Coll stond voor de zware uitdaging het museum toegankelijker te maken. In 2001 werd een "Toekomstplan" voorgesteld dat inhield alle galerijen inbegrepen de publieke voorzieningen aan te passen en opnieuw in te richten teneinde de presentatie te verbeteren en het publiek beter te kunnen informeren.
De collectie kleding werd uitgebreid met historische en vrij recente kledij, zelfs tot een uitgebreide verzameling korsetten toe in de Dress Collection. Onder meer deze laatste verzameling ontsloot men in 2016 met de tentoonstelling Undressed. A brief history of underwear. 

Jaarlijks zijn er verschillende thematische tentoonstellingen, begeleid door degelijke catalogi. Er was een tentoonstelling over "Art Deco" (2003), "Gothic Art for England" (2004), "34 Years in Fashion", een overzichtstentoonstelling van het werk van Vivienne Westwood (2004), "Encounters The Meeting of Asia and Europe 1500-1800" (2004), "International Arts and Crafts" (2005) en "Modernism Designing a New World" (2006). In 2017 was er een tentoonstelling over Pink Floyd: The Pink Floyd Exhibition: Their Mortal Remains.
Het V&A is partner in de creatie van het V&A Dundee, een designmuseum in en van het Schotse Dundee die kan putten uit de collectie van het V&A. Dit museum opende op 15 september 2018.

## Museumarchitectuur
Het gebouw weerspiegelt 150 jaar bouwkunstgeschiedenis. Gestart met victoriaanse en edwardiaanse stijl tot aan de verbouwingen en aanbouw in de 20e eeuw. In 1996 werd een uitbreiding gepland waarvoor een betwist ontwerp van de hand van Daniel Libeskind, genoemd "de spiraal",  werd geselecteerd. Dit was sterk contrasterend met het oorspronkelijk gebouw en het project werd in 2004 gestopt. Een andere uitbreiding, voor bijkomende expositieruimte onder een nieuwe toegang tot het complex via de zuilenrij aan Exhibition Road werd in 2011 toegewezen aan AL A, vroeger gekend als Amanda Levete Architects. Het werd een piazza bezet met 11.000 handgemaakte tegels met onderliggend nog 1.000 m² extra tentoonstellingsruimte die eind juni 2017 werd ingehuldigd.

## Opdracht van het museum
De belangrijkste opdracht van het museum bestaat uit wetenschappelijk onderzoek naar de collectie en de conservering ervan.
- Onderzoek houdt identificatie en interpretatie van de verschillende voorwerpen in en sinds 1990 verspreiding van de resultaten via publicaties.
- Conservering van de artefacten is essentieel voor de bewaring op lange termijn van de collectie en is specialistenwerk. Men maakt in deze materie onderscheid tussen preventieve en interventieve conservatie. Bij preventieve conservatie hoort het scheppen van een ideale museumomgeving m.a.w. aangepaste temperatuur, luchtvochtigheid en lichtintensiteit. Onder interventieve conservatie verstaat men reiniging van kwetsbare voorwerpen, zo goed als mogelijk herstellen van de oorspronkelijke toestand en restaureren van de vormen. Deze vorm van conservatie maakt het voorwerp stabieler, maar ook aantrekkelijker en begrijpbaarder voor de toeschouwer als het wordt tentoongesteld op zaal.

## Sieradencollectie
In het museum bevindt zich ook een collectie eigentijdse sieraden waaronder het juweel Optical Titanio Diago. Dit halssnoer van de in Milaan gevestigde juwelenontwerper James Rivière (geboren in 1949) is een interessant en relatief vroeg voorbeeld van titanium dat in juwelen wordt gebruikt. Het ontwerp van de hanger, met zijn gelaagde patroon van parallelle lijnen, werd beïnvloed door "OP" of "Optical Art" en heeft betrekking op thema's die Rivière vanaf eind jaren zestig onderzocht. In de jaren 70 werd veel geëxperimenteerd met nieuwe materialen in sieraden. Een van de kleurrijkste was het vuurvaste titaniummetaal, met zijn iriserende oppervlaktekleuring dat werd bereikt door het passeren van gecontroleerde elektrische stromen door het metaal.

## Verschillende departementen, geordend per materiaal
- Keramiek en glas: porselein, glaswaren, terracotta en glas in lood
- Meubelafdeling (westerse meubels)
- Metaalwerk: ook edele metalen (sieraden)
- Textiel en kleding: westerse kleding, wandtapijten en stoffen

## Nationale verzamelingen
Het museum huisvest een aantal nationale verzamelingen zoals:
- De sculptuurverzameling tot 1914, met onder meer Bernini's Neptunusfontein en Canova's "Drie gratiën".
- De fotografieverzameling
- De verzameling van miniaturen
- De verzameling metaalwaren inbegrepen zilverwerk
- De verzameling keramiek en glas
- De verzameling van architectuurtekeningen
- De verzameling van aquarellen en tekeningen
- De verzameling juwelen
- De verzameling stoffen
- De verzameling van behangpapier

## Galerijen
Verder bevat het museum thematisch ingedeelde galerijen met een enorme verzameling aan voorwerpen:
- architectuur
- Azië
- 15 Britse galerijen bevatten 4000 onderwerpen
- Keramiek: 75.000 voorwerpen
- Hedendaags design en mode
- Mode en juwelen: 14 000 modeartikelen (Dressing collection) en 6000 juwelen
- Meubels en huisraad: 14.000 objecten
- Glaswerk: 6000 glaswerken
- Galerij in een bepaalde stijl
- Metaalwerk: 45.000 voorwerpen
- Schilderijen en tekeningen: 10.000 objecten
- Fotografieverzameling: 500.000 foto's
- Drukwerk en boeken: 750.000 boeken
- Beeldhouwwerk: 17.000 werken

## Museumdirecteuren
| Director              | Served      |
| --------------------- | ----------- |
| Henry Cole            | 1852 – 1873 |
| Philip Cunliffe Owen  | 1874 – 1893 |
| John Henry Middleton  | 1893 – 1896 |
| Caspar Purdon Clarke  | 1896 – 1905 |
| Arthur Banks Skinner  | 1905 – 1909 |
| Cecil Harcourt Smith  | 1909 – 1924 |
| Eric MacLagan         | 1924 – 1945 |
| Leigh Ashton          | 1945 – 1955 |
| Trenchard Cox         | 1956 – 1966 |
| John Pope-Hennessy    | 1967 – 1973 |
| Roy Strong            | 1973 – 1987 |
| Elizabeth Esteve-Coll | 1987 – 1995 |
| Alan Borg             | 1995 – 2001 |
| Mark Jones            | 2001 – 2011 |
| Martin Roth           | 2011 – 2016 |
| Tristram Hunt         | 2017 –      |